# Veyshnoria
 (décembre 2023).
La mise en forme du texte ne suit pas les recommandations de Wikipédia : il faut le « wikifier ».
Les points d'amélioration suivants sont les cas les plus fréquents. Le détail des points à revoir est peut-être précisé sur la page de discussion.
- Les titres sont pré-formatés par le logiciel. Ils ne sont ni en capitales, ni en gras.
- Le texte ne doit pas être écrit en capitales (les noms de famille non plus), ni en gras, ni en italique, ni en « petit »…
- Le gras n'est utilisé que pour surligner le titre de l'article dans l'introduction, une seule fois.
- L'italique est rarement utilisé : mots en langue étrangère, titres d'œuvres, noms de bateaux, etc.
- Les citations ne sont pas en italique mais en corps de texte normal. Elles sont entourées par des guillemets français : « et ».
- Les listes à puces sont à éviter, des paragraphes rédigés étant largement préférés. Les tableaux sont à réserver à la présentation de données structurées (résultats, etc.).
- Les appels de note de bas de page (petits chiffres en exposant, introduits par l'outil «  Source ») sont à placer entre la fin de phrase et le point final[comme ça].
- Les liens internes (vers d'autres articles de Wikipédia) sont à choisir avec parcimonie. Créez des liens vers des articles approfondissant le sujet. Les termes génériques sans rapport avec le sujet sont à éviter, ainsi que les répétitions de liens vers un même terme.
- Les liens externes sont à placer uniquement dans une section « Liens externes », à la fin de l'article. Ces liens sont à choisir avec parcimonie suivant les règles définies. Si un lien sert de source à l'article, son insertion dans le texte est à faire par les notes de bas de page.
- La présentation des références doit suivre les conventions bibliographiques. Il est recommandé d'utiliser les modèles {{Ouvrage}}, {{Chapitre}}, {{Article}}, {{Lien web}} et/ou {{Bibliographie}}. Le mode d'édition visuel peut mettre en forme automatiquement les références.
- Insérer une infobox (cadre d'informations à droite) n'est pas obligatoire pour parachever la mise en page.

Pour une aide détaillée, merci de consulter Aide:Wikification.
Si vous pensez que ces points ont été résolus, vous pouvez retirer ce bandeau et améliorer la mise en forme d'un autre article.
Veyshnoria (russe : Вейшнория, biélorusse : Вайшнорыя) est un État fictif créé pour Zapad 2017, un exercice d'entraînement militaire conjoint russo-biélorusse. Le pays est voisin de la Biélorussie et est un ennemi de l'État de l'Union. Veyshnoria occupe la majeure partie de la région de Grodno et des parties nord-ouest des régions de Minsk et de Vitebsk.
L’exercice Zapad 2017 implique deux autres adversaires imaginaires : Vesbaria et Lubenia. Le Corridor de Suwalki est partagé entre Lubenia, qui occupe aussi une zone au nord-est de la Pologne et au sud-ouest de la Lituanie, et Vesbaria, qui s’étend sur le reste de la Lituanie et le centre de la Lettonie.
La « déclaration » de l’État a provoqué des réactions sur le web, souvent humoristiques. Depuis septembre 2017, une Veyshnoria sur le web a été annoncée, qui a commencé à montrer les caractéristiques d’une micronation sur le web avec plus de 18 000 personnes demandant la « nationalité ».

## Toponymie
Le nom « Veyshnoria » vient du nom balte de Veisnor (lituanien « Vaišnoras (lt) », vieux prussien « Waisnor ») – vaiš- (vaišės ou fête) + nor- (norėti ou vouloir) : « celui qui veut traiter », l'« hospitalier »,. Il existe plusieurs endroits en Lituanie appelés Vaišnoriai (pluriel de « Vaišnoras »), notamment Vaišnoriai (Šiauliai) et Vaišnoriai (Joniškis).

## Scénario de Zapad 2017
Zapad 2017 était un exercice militaire stratégique conjoint des forces armées de la fédération de Russie et de la Biélorussie (l'État de l'Union de la Russie et de la Biélorussie ) qui s'est tenu du 14 au 20 septembre 2017, en Biélorussie ainsi que dans l'oblast de Kaliningrad en Russie et dans d'autres régions du nord-ouest.
Selon le scénario, un conflit s'est développé entre « le Nord » (l'État de l'Union de la Russie et de la Biélorussie) et « l'Ouest » (une coalition de trois États agresseurs : Veyshnoria, Vesbaria et Lubenia). « L'Occident » tente de diviser l'union de la Biélorussie et de la Russie, d'aggraver la situation socio-économique dans l'État de l'Union et de forcer un changement de direction, tandis que Veyshnoria tente d'annexer des parties de la Biélorussie. Après cela, « l'Occident » envoie ses troupes pénétrer dans le reste du territoire de la Biélorussie. L’État de l’Union résiste à ces actions.

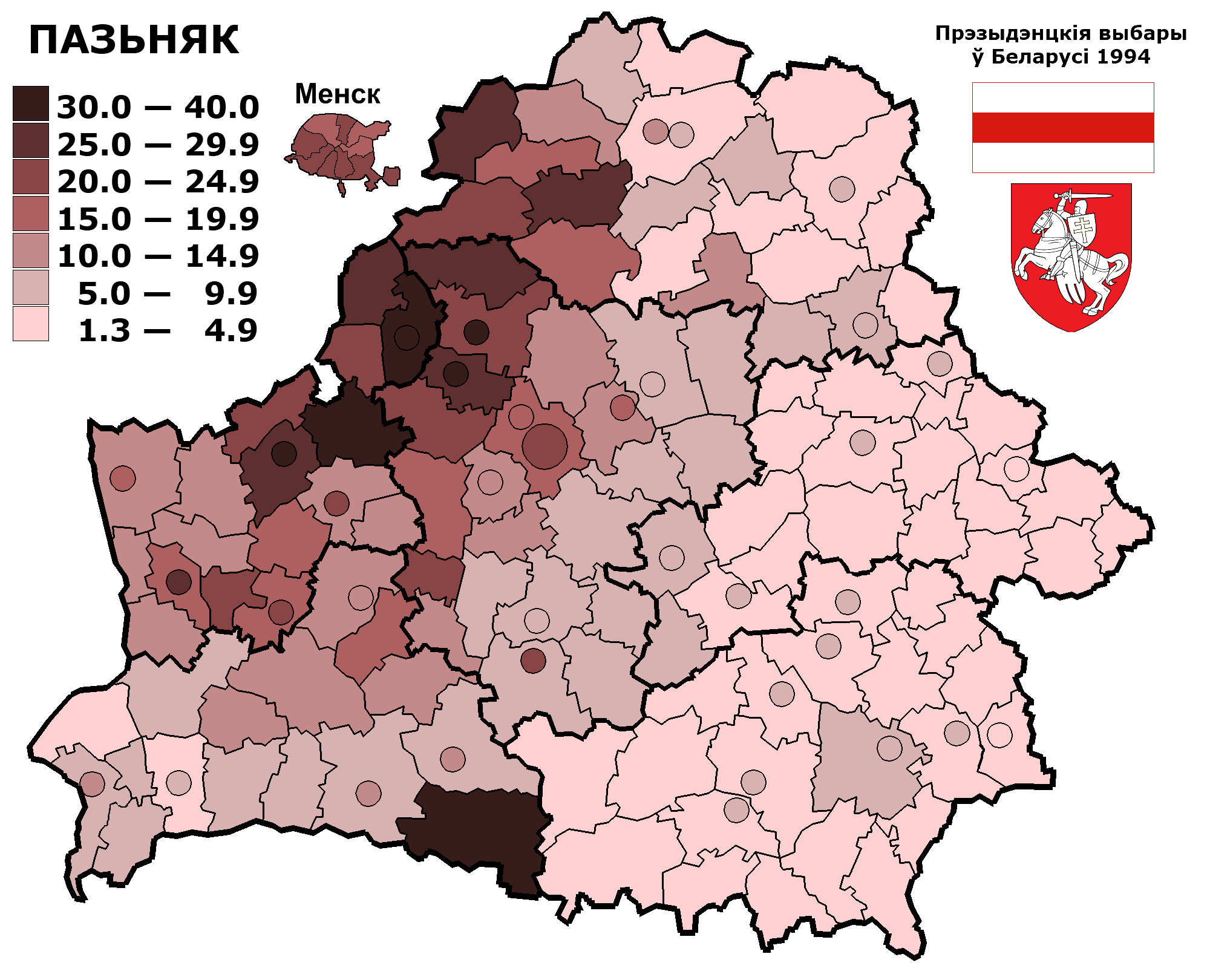
La carte électorale de Paznyak

Dans un post sur Facebook, Siarhey Chaly (be) a remarqué une similitude entre Veyshnoria et la région de Biélorussie où un pourcentage élevé d'électeurs ont soutenu Zianon Pazniak au premier tour de l'élection présidentielle de 1994. Le journaliste Leonid Bershidsky a en outre souligné que ce territoire compte une forte proportion de population catholique et une forte proportion de locuteurs de langue biélorusse dans l'État bilingue russo-biélorusse avec une église orthodoxe russe dominante. Selon Bershidsky, ces observations pourraient être la façon dont le scénario Zapad 2017 était censé être vu : Veyshnoria cherche à déstabiliser la Biélorussie de la même manière, aux yeux de l'establishment russe, que cela s'est produit en Ukraine (par des forces nationales pro-occidentales, prétendument fomentées par « l'ouest »).

## Micronation Internet

Drapeau de la micronation humoristique de Veyshnoria

La création a rapidement trouvé une réponse humoristique sur les réseaux sociaux. Le 30 août 2017, un compte Twitter satirique du ministère des Affaires étrangères de Veyshnoria est apparu, publiant des déclarations politiques au nom de l'État. Selon le récit, l'hymne de l'État est la chanson « Niamon » (qui signifie « Neman ») du groupe biélorusse Stary Olsa . Le même récit indique que les résidences officielles de l'État se trouvent à Grodno, le parlement et le gouvernement (en plus du ministère de la Culture) à Lida et que la capitale culturelle de Veyshnoria était Smarhon. Veyshnoria est également présente sur Facebook, et son article sur la Wikipédia russe avait été noté comme « un aperçu sec de la façon dont Veyshnoria a émergé » avant que l'article ne soit supprimé et redirigé vers l'article sur Zapad 2017.

## Monétisation
Certains hommes d'affaires biélorusses n'ont pas tardé à monétiser Veyshnoria en lançant un site Web Veyshnoria et en l'enregistrant légalement en tant que service de jeux. Après que le président biélorusse Alexandre Loukachenko a publié le décret faisant des crypto-monnaies un moyen de paiement légal et que la crypto-monnaie Taler (TLR) a été lancée en Biélorussie, le Taler est devenu la monnaie officielle de Veyshnoria. Plus tard, le développement de Taler a été transféré « sous le patronage de Veyshnoria » et les actifs pré-miniers ont été transmis à Veyshnoria.[réf. nécessaire]

## Réaction du gouvernement
En août 2022, le tribunal du district de Lida a déclaré les réseaux sociaux de Veyshnoria comme étant du « matériel extrémiste ».[réf. nécessaire]